# Pseudobradya digitata
Pseudobradya digitata är en kräftdjursart som beskrevs av Georg Ossian Sars 1920. Pseudobradya digitata ingår i släktet Pseudobradya och familjen Ectinosomatidae. Arten har ej påträffats i Sverige. Inga underarter finns listade i Catalogue of Life.